# Угли (Сарненський район)
У́гли (колишня назва — Неклюквин) — село в Україні, у Сарненській міській громаді Сарненського району Рівненської області. Населення становить 241 осіб.

## Історія
У 1906 році колонія Степанської волості Рівненського повіту Волинської губернії. Відстань від повітового міста 82 верст, від волості28. Дворів 31, мешканців 202.
У травні 1943 р. село зазнало нападу УПА. Про це у своїх спогадах зізнався один із нападників Василь Левкович.Тоді загинуло близько 100 поляків і кілька українців.
Відповідно до Розпорядження Кабінету Міністрів України від 12 червня 2020 року № 722-р «Про визначення адміністративних центрів та затвердження територій територіальних громад Рівненської області» увійшло до складу Сарненської міської громади.

## Населення
За переписом населення 2001 року в селі мешкало 237 осіб. 100 % населення вказали своєї рідною мовою українську мову.